# 两趾的汤姆
两趾的汤姆是美国南部一只传说中的鳄鱼，它的存在威胁了亚拉巴马州-佛罗里达州沿线的居民。它的名字来源于一个事实，它的两个脚趾被捕兽夹抓到了。它袭击居民和动物，尽管使用了枪支和炸药，居民仍然不能杀死它。20世纪80年代，有人看到两个脚趾的巨大鳄鱼的脚印。